# Frans-Albert Schartau
Frans-Albert Schartau, né le 13 juillet 1877 à Kristianstad (Suède) et mort le 6 juin 1943 à Kävlinge (Suède), est un tireur sportif suédois.

## Palmarès

### Jeux olympiques
- Jeux olympiques d'été de 1908 à Londres (Royaume-Uni):
  -  Médaille d'argent en petite carabine par équipes.